# Hemptah Ier
Hemptah Ier est général d’Hérakléopolis sous la XXIIe dynastie. 

## Généalogie
Il est le fils de Djedptahiouefânkh, le petit-fils de Nimlot II et donc l'arrière-petit-fils du roi Osorkon II. Il épouse Tschankemet. Aujourd'hui encore, on ne sait pas grand-chose sur sa carrière.
Un descendant d'Hemptah Ier, Pasenhor, petit-fils du fils d'Hemptah du même nom, a laissé une stèle au Sérapéum de Saqqarah, à l'occasion de l'enterrement de l'Apis ayant vécu sous le règne de Sheshonq V. 
Outre ces informations contextuelles et précieuses pour la chronologie de la dynastie, Pasenhor y a inscrit sa généalogie indiquant à chaque fois le nom de ses aïeuls. Cette stèle représente donc un document essentiel pour comprendre les liens qui unissaient les chefferies libyennes qui se partageaient l'Égypte à la XXIIe dynastie.